# Eucalyptus stoataptera
Eucalyptus stoataptera là một loài thực vật có hoa trong Họ Đào kim nương. Loài này được E.M.Benn. mô tả khoa học đầu tiên năm 1995.